# سیارک ۴۶۸۹
سیارک ۴۶۸۹ (به انگلیسی: 4689 Donn، نامگذاری:1980YB) چهار هزار و ششصد و هشتاد و نهمین سیارک کشف شده‌است که در ۳۰ دسامبر ۱۹۸۰ کشف شد.
قدر مطلق سیارک برابر ۱۳٫۵۰ است.